# گل گاوزبان اروپایی
گل گاوزبان اروپایی (نام علمی: Borago officinalis) گیاه علفی و یک‌ساله است که ارزش دارویی دارد. گاوزبان احتمالاً از شمال آفریقا به نواحی دیگر راه یافته و امروزه در منطقه مدیترانه، نواحی شمال آفریقا و قسمت‌هایی از خاورمیانه می‌روید. گل، برگ و سرشاخه‌های گلدار آن به مصرف دارویی می‌رسد. 
دانه این گیاه یکی از غنی‌ترین منابع اسیدهای چرب اصلی بشمار می‌رود بطوریکه از آن به عنوان غنی‌ترین منبع شناخته‌شده برای (Gamma Linoenic Acid (GLA معرفی شده‌است. گل گاوزبان از اردیبهشت تا شهریور گل می‌دهد.

## کاربردها
در اروپا از این گیاه به‌شکل تزئینی، خوراکی و داروئی استفاده میشود. برگ و شاخه‌های جوان گل‌گاوزبان را به سالاد می‌افزایند. کشت تجارتی گل‌گاوزبان بیشتر جهت روغن‌کشی از بذر انجام میشود.  گلهای آن دارای شهد فراوانی هستند و در تغذیهٔ زنبور‌عسل استفاده دارند.